# 임랄르섬
임랄르섬(İmralı)은 터키 마르마라해의 감옥섬이다. 반체제자 압둘라 외잘란이 복역중이다.